# Atheresthes
Atheresthes is een geslacht van straalvinnige vissen uit de familie van de schollen (Pleuronectidae), orde van platvissen (Pleuronectiformes).

## Soorten
- Atheresthes evermanni Jordan & Starks, 1904 – Aziatische pijltandheilbot
- Atheresthes stomias Jordan & Gilbert, 1880 – Pacifische pijltandheilbot